# Ostatni tabor
Ostatni tabor / Noce Szatana – pierwsze oficjalnie zarejestrowane utwory zespołu Kat, które znalazły się na debiutanckim singlu wydanym w 1985 r. przez wytwórnię Tonpress. Autorem tekstów obu utworów był Robert Millord (pod pseudonimem Robert Lor), jeden z członków polskiego zespołu Mech (wówczas pod nazwiskiem Robert Milewski). Wykonanie koncertowe utworu Ostatni tabor zostało zarejestrowane w filmie Piotra Łazarkiewicza Fala, będącym dokumentem z Festiwalu Muzyków Rockowych w Jarocinie w 1985 roku. Utwory Ostatni tabor i Noce Szatana w cyfrowej wersji znalazły się na zremasterowanej płycie Metal and Hell jako bonusy.
W 2004 r. Kat w nowym składzie nagrał ponownie utwór Ostatni tabor, do którego został stworzony teledysk; wraz z odświeżonym utworem znalazł się na albumie koncertowym Somewhere in Poland, a także na płycie DVD o tym samym tytule.

## Lista utworów
1. „Ostatni tabor” – 3:07
2. „Noce Szatana” – 3:46